# Вихров, Владимир Валентинович
Влади́мир Валенти́нович Вихро́в (11 декабря 1926, Владимир — 17 ноября 2005, Нижний Новгород) — советский и российский актёр театра и кино, народный артист РСФСР (1980).

## Биография
Владимир Вихров родился 11 декабря 1926 года в семье военнослужащего в городе Владимир. Окончил среднюю школу, затем учился в авиационном техникуме. По окончании техникума работал на Горьковском авиационном заводе и параллельно занимался в театральной студии.
В 1960 году был принят в труппу Горьковского театра драмы.
Дважды Вихров был директором Театра — с 1971 по 1973 и с 1988 по 2002 годы.
Свою творческую деятельность Вихров сочетал с общественной. С 1952 года — член Союза театральных деятелей РСФСР и делегат всех съездов Союза театральных деятелей (СТД). Постоянно избирался в руководящие органы СТД, был заместителем председателя, секретарём СТД РФ.
В 1975 году В. Вихров возглавил Нижегородскую организацию СТД РФ. При активном участии Вихрова в Нижнем Новгороде был построен Дом актёра, позже получивший его имя.
В 1996 году Вихрову было присвоено звание Почётного гражданина Нижнего Новгорода.
Скончался на 79-м году жизни 17 ноября 2005 года в Нижнем Новгороде. Похоронен на Бугровском кладбище Нижнего Новгорода.

### Семья
- Жена — Нина Анатольевна Славинская (1924—2014), актриса Горьковского ТЮЗа в 1950—1989 годах.
- Сын — актёр Владимир Вихров (1954—2010).

## Творчество

### Роли в театре
- «На всякого мудреца довольно простоты» А. Н. Островского — Глумов
- «На дне» М. Горького — Барон

## Признание и награды
- Заслуженный артист РСФСР (16.07.1969)
- Народный артист РСФСР (02.07.1980)
- Почётный гражданин Нижнего Новгорода